# ENIAC

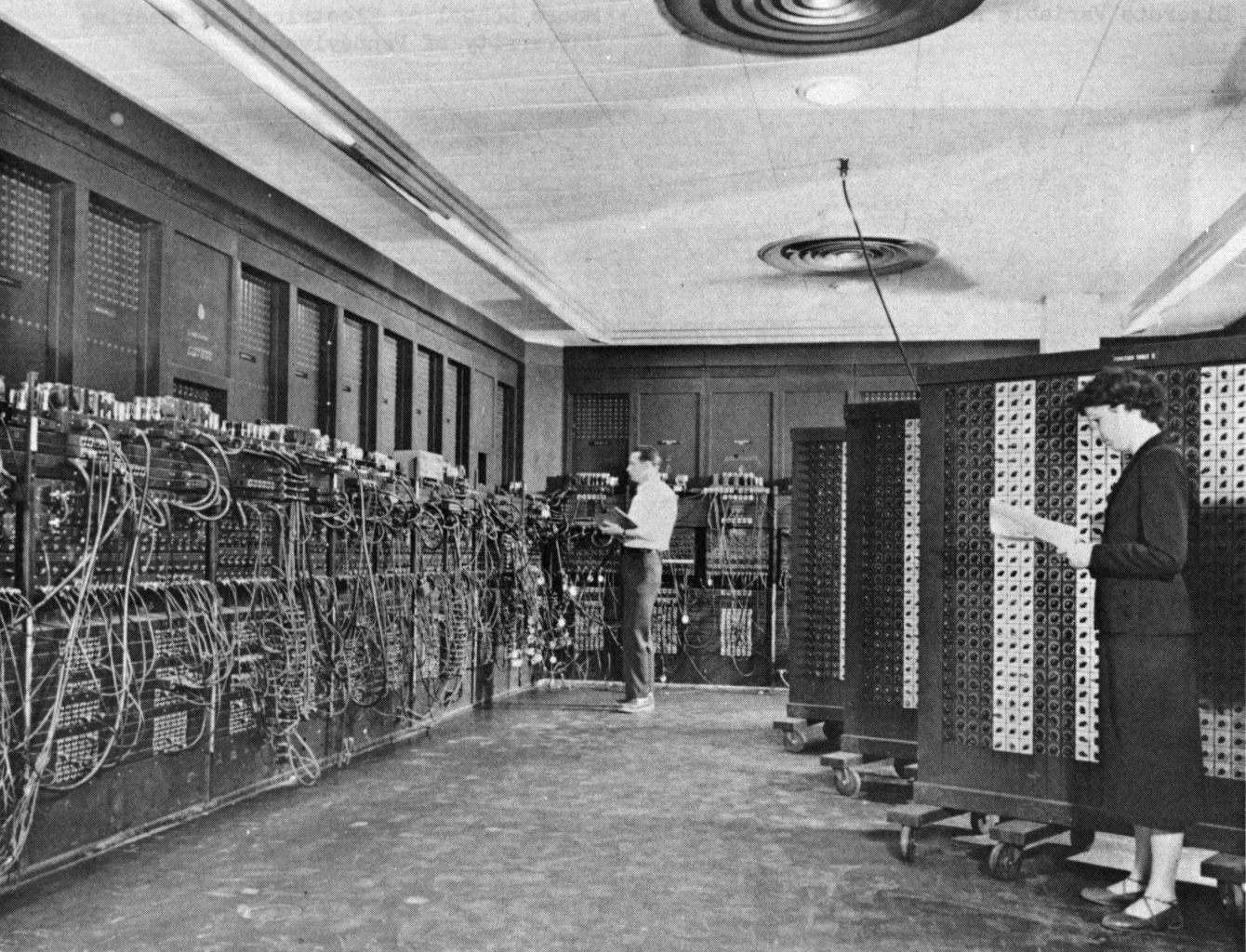
ENIAC. Till höger syns Betty Holberton.

ENIAC, akronym för Electronic Numerical Integrator And Computer, var en amerikansk digital dator. Den började utvecklas i juli 1943 av amerikanerna Presper Eckert och John Mauchly, och blev klar 1946. 

## Bakgrund
Syftet med projektet ENIAC var att snabbt kunna göra beräkningar av militär natur, däribland väderprognoser och analyser av projektilbanor.
ENIAC var inte den första datorn av sitt slag; bland andra Konrad Zuses Z1-Z3 i Tyskland från 1938–1941 och Colossus i Storbritannien från 1943 var före. Speciellt kan nämnas John Atanasoffs ABC-computer från 1941 som Mauchly fått goda kunskaper om i juni 1941.
Man övervägde att bygga en analog dator, då den tekniken var beprövad, men en sådan maskin skulle inte klara av uträkningarna tillräckligt snabbt. Lösningen var en digital maskin. Den snabbaste komponent som fanns att tillgå på den tiden var elektronröret, tusentals gånger snabbare än reläer. Eniac stod klar 1946. Den vägde 33 ton och tog upp en golvyta på 167 m2. Vidare bestod den av omkring 18 000 elektronrör, 70 000 resistorer, 10 000 kondensatorer, 6 000 strömbrytare och 1 500 reläer.
Några brister med Eniac var att maskinen var väldigt effektkrävande och att delar i den gick sönder två till tre gånger i veckan. Den var mycket omständlig att programmera om från en uppgift till en annan. När den skulle göra väderprognoser för 24 timmar tog det nästan 24 timmar att ta fram prognosen. Därför använde man Eniac endast för att göra militära, tekniska och vetenskapliga uträkningar. Den hade en kapacitet av 5 000 additioner per sekund. Den krångliga programmeringen som bestod av att koppla om sladdar i maskinens inre byttes 1948 ut mot en enklare metod.
ENIAC var inte en binär maskin, den räknade med det decimala talsystemet. Detta gjorde att man inte behövde konvertera några tal efter att man räknat färdigt, däremot så försvårade det konstruktionen avsevärt. Den första binära datorn med processor-instruktioner lagrade som data i arbetsminnet var Manchester Baby som den 21 juni 1946 kunde göra sina första beräkningar. Även Zuse och Atanasoff använde binär aritmetik, och Z3 kunde programmeras.

## Kvinnliga programmerare
1945 rekryterade den amerikanska armén de sex matematikerna Jean Bartik, Kay McNulty, Betty Holberton, Marlyn Wescoff, Frances V. Spence och Ruth Teitelbaum för att programmera ENIAC. De kan därmed sägas vara de första i världen att programmera en dator. Inledningsvis fick de inte se ENIAC eftersom de inte hade rätt säkerhetsklassificering och beräkningarna gjordes i stället ifrån tryckta kopplingsscheman som beskrev datorn. När Eniac visades upp för första gången i februari 1946 skapade den stora rubriker i media över hela världen. Kvinnorna som programmerat Eniac nämndes dock inte vid namn och de blev inte inbjudna till den efterföljande middagen. Detta resulterade i att de inte heller omnämndes i några av tidningsartiklarna och deras insats föll i glömska. Det var inte förrän 1996 som deras insatser åter började uppmärksammas och kunde ta plats i den tekniska historien.